# Kanovaren op de Olympische Zomerspelen 1952
Kanovaren is een van de sporten die beoefend werden tijdens de Olympische Zomerspelen 1952 in Helsinki.

## Heren

### kajak

#### K1 1000 m
| rang   | sporter              | land | tijd   |
| ------ | -------------------- | ---- | ------ |
| Goud   | Gert Fredriksson     | SWE  | 4:07.9 |
| Zilver | Thorvald Strömberg   | FIN  | 4:09.7 |
| Brons  | Louis Gantios        | FRA  | 4:20.1 |
| 4      | Wim van der Kroft    | NED  | 4:20.8 |
| 5      | Meinrad Miltenberger | GER  | 4:21.6 |
| 6      | Lubomír Vambera      | TCH  | 4:24.0 |
| 7      | Henri Verbrugghe     | BEL  | 4:25.0 |
| 8      | Lev Nikitin          | URS  | 4:26.2 |

#### K2 1000 m
| rang   | sporters                      | land | tijd   |
| ------ | ----------------------------- | ---- | ------ |
| Goud   | Kurt Wires Yrjö Hietanen      | FIN  | 3:51.1 |
| Zilver | Lars Glassér Ingemar Hedberg  | SWE  | 3:51.1 |
| Brons  | Max Raub Herbert Wiedermann   | AUT  | 3:51.4 |
| 4      | Gustav Schmidt Helmut Noller  | GER  | 3:51.8 |
| 5      | Ivar Mathisen Knut Østbye     | NOR  | 3:54.7 |
| 6      | Maurice Graffen Marcel Renaud | FRA  | 3:55.1 |
| 7      | István Granek János Kulcsár   | HUN  | 3:55.1 |
| 8      | Cees Koch Jan Klingers        | NED  | 3:55.8 |

#### K1 10.000 m
| rang   | sporter                 | land | tijd    |
| ------ | ----------------------- | ---- | ------- |
| Goud   | Thorvald Strömberg      | FIN  | 47:22.8 |
| Zilver | Gert Fredriksson        | SWE  | 47:34.1 |
| Brons  | Michel Scheuer          | GER  | 47:54.4 |
| 4      | Ejvind Hansen           | DEN  | 47:58.8 |
| 5      | Hans Martin Gulbrandsen | NOR  | 48:12.9 |
| 6      | Miloš Pech              | TCH  | 48:25.8 |
| 7      | Ivan Sotnikov           | URS  | 48:36.8 |
| 8      | Jochem Bobeldijk        | NED  | 49:36.2 |

#### K2 10.000 m
| rang   | sporters                                | land | tijd    |
| ------ | --------------------------------------- | ---- | ------- |
| Goud   | Kurt Wires Yrjö Hietanen                | FIN  | 44:21.3 |
| Zilver | Gunnar Åkerlund Hans Wetterström        | SWE  | 44:21.7 |
| Brons  | Ferenc Varga József Gurovits            | HUN  | 44:26.6 |
| 4      | Max Raub Herbert Wiedermann             | AUT  | 44:29.1 |
| 5      | Ivar Mathisen Knut Østbye               | NOR  | 45:04.7 |
| 6      | Karl Heinz Schäfer Meinrad Miltenberger | GER  | 45:15.2 |
| 7      | Rudolf Klabouch Bedřich Dvořák          | TCH  | 45:39.6 |
| 8      | Ingvard Nørregaard Svend Frømming       | DEN  | 45:59.6 |

### kano

#### C1 1000 m
| rang   | sporter           | land | tijd   |
| ------ | ----------------- | ---- | ------ |
| Goud   | Josef Holeček     | TCH  | 4:56.3 |
| Zilver | János Parti       | HUN  | 5:03.6 |
| Brons  | Olavi Ojanperä    | FIN  | 5:08.5 |
| 4      | Frank Havens      | USA  | 5:13.7 |
| 5      | Ingemar Andersson | SWE  | 5:15.0 |
| 6      | Ralf Berckhan     | GER  | 5:22.8 |
| 7      | Jean Molle        | FRA  | 5:24.1 |
| 8      | Vladimir Kotyrev  | URS  | 5:24.5 |

#### C2 1000 m
| rang   | sporters                        | land | tijd   |
| ------ | ------------------------------- | ---- | ------ |
| Goud   | Bent Peder Rasch Finn Haunstoft | DEN  | 4:38.3 |
| Zilver | Jan Brzák-Felix Bohumil Kudrna  | TCH  | 4:42.9 |
| Brons  | Egon Drews Wilfried Soltau      | GER  | 4:48.3 |
| 4      | Georges Dransart Armand Loreau  | FRA  | 4:48.6 |
| 5      | István Bodor József Tuza        | HUN  | 4:51.9 |
| 6      | Kurt Liebhart Engelbert Lulla   | AUT  | 4:55.8 |
| 7      | John Haas Frank Krick           | USA  | 4:59.0 |
| 8      | Arthur Johnson Thomas Hodgson   | CAN  | 5:01.4 |

#### C1 10.000 m
| rang   | sporter         | land | tijd      |
| ------ | --------------- | ---- | --------- |
| Goud   | Frank Havens    | USA  | 57:41.1   |
| Zilver | Gábor Novák     | HUN  | 57:49.2   |
| Brons  | Alfréd Jindra   | TCH  | 57:53.1   |
| 4      | Bengt Backlund  | SWE  | 59:02.8   |
| 5      | Norman Lane     | CAN  | 59:26.4   |
| 6      | Jarl Fagerström | FIN  | 59:45.9   |
| 7      | Franz Johannsen | GER  | 1:00:26.5 |
| 8      | Robert Boutigny | FRA  | 1:01:15.2 |

#### C2 10.000 m
| rang   | sporters                                     | land | tijd    |
| ------ | -------------------------------------------- | ---- | ------- |
| Goud   | Georges Turlier Jean Laudet                  | FRA  | 54:08.3 |
| Zilver | Kenneth Lane Donald Hawgood                  | CAN  | 54:09.9 |
| Brons  | Egon Drews Wilfried Soltau                   | GER  | 54:28.1 |
| 4      | Valentin Orisjtsjenko Nikolai Perevoztsjikov | URS  | 54:36.6 |
| 5      | John Haas Frank Krick                        | USA  | 54:42.5 |
| 6      | Bohuslav Karlík Oldřich Lomecký              | TCH  | 55:10.9 |
| 7      | Ernő Söptei Róbert Söptei                    | HUN  | 55:35.3 |
| 8      | Rune Blomqvist Harry Lindbäck                | SWE  | 55:41.3 |

## Dames

### kajak

#### K1 500 m
| rang   | sporter                    | land | tijd   |
| ------ | -------------------------- | ---- | ------ |
| Goud   | Sylvi Saimo                | FIN  | 2:18.4 |
| Zilver | Gertrude Liebhart          | AUT  | 2:18.8 |
| Brons  | Nina Savina                | URS  | 2:21.6 |
| 4      | Lida van der Anker-Doedens | NED  | 2:22.3 |
| 5      | Bodil Svendsen             | DEN  | 2:22.7 |
| 6      | Cecília Hartmann           | HUN  | 2:23.0 |
| 7      | Marta Kroutilová           | TCH  | 2:23.0 |
| 8      | Josefa Koester             | GER  | 2:25.9 |

## Medaillespiegel
| rang   | land              | goud | zilver | brons | totaal |
| ------ | ----------------- | ---- | ------ | ----- | ------ |
| 1      | Finland           | 4    | 1      | 1     | 6      |
| 2      | Zweden            | 1    | 3      | 0     | 4      |
| 3      | Tsjecho-Slowakije | 1    | 1      | 1     | 3      |
| 4      | Frankrijk         | 1    | 0      | 1     | 2      |
| 5      | Denemarken        | 1    | 0      | 0     | 1      |
| 5      | Verenigde Staten  | 1    | 0      | 0     | 1      |
| 7      | Hongarije         | 0    | 2      | 1     | 3      |
| 8      | Oostenrijk        | 0    | 1      | 1     | 2      |
| 9      | Canada            | 0    | 1      | 0     | 1      |
| 10     | Duitsland         | 0    | 0      | 3     | 3      |
| 11     | Sovjet-Unie       | 0    | 0      | 1     | 1      |
| totaal | totaal            | 9    | 9      | 9     | 27     |

Parijs 1924 (demonstratie) · 
Berlijn 1936 · 
Londen 1948 · 
Helsinki 1952 · 
Melbourne 1956 · 
Rome 1960 · 
Tokio 1964 · 
Mexico-stad 1968 · 
München 1972 · 
Montréal 1976 · 
Moskou 1980 · 
Los Angeles 1984 · 
Seoel 1988 · 
Barcelona 1992 · 
Atlanta 1996 · 
Sydney 2000 · 
Athene 2004 · 
Peking 2008 · 
Londen 2012 · 
Rio de Janeiro 2016 ·
Tokio 2020 ·
Parijs 2024 ·
Los Angeles 2028
Medaillewinnaars (slalom) · Medaillewinnaars (sprint)
Atletiek · Basketbal · Boksen · Gewichtheffen · Hockey · Honkbal (demonstratie) · Kanovaren · Moderne vijfkamp · Paardensport · Roeien · Schermen · Schietsport · Schoonspringen · Turnen · Voetbal · Waterpolo · Wielersport · Worstelen · Zeilen · Zwemmen